# Улица Доватора (Минск)
Улица Доватора (бел. Вуліца Даватара) — улица в Центральном районе Минска.

## История
Названа в честь Льва Михайловича Доватора (1903—1941), гвардии генерал-майора кавалерии, Героя Советского Союза.

## Описание
Начало улицы находится вблизи железной дороги.
Улица идёт параллельно проспекту Машерова, с юго-запада на северо-восток к улице Тимирязева.